# Capricho Awards de Gato Nacional
Capricho Awards de Gato Nacional é um prêmio oferecido anualmente desde 2001 pela Revista Capricho, com votação aberta pelo site oficial da Editora Abril. O ator Bruno Gagliasso detém o recorde de maior número de prêmios um total de 3.
No ano de 2014 a categoria foi chamada de "colírio", contendo artistas americanos e brasileiros, como indicados.

## Vencedores e indicados
| Ano  | Vencedor               | Indicados                                              | Ref                    |                        |
| ---- | ---------------------- | ------------------------------------------------------ | ---------------------- | ---------------------- |
| 2001 | Reynaldo Gianecchini   | Max Fercondini Paulo Vilhena                           |                        |                        |
| 2002 | Henri Castelli         | Cauã Reymond Rodrigo Santoro                           |                        |                        |
| 2003 | Não houve a categoria. | Não houve a categoria.                                 | Não houve a categoria. | Não houve a categoria. |
| 2004 | Bruno Gagliasso        | Guilherme Berenguer Rodrigo Santoro                    |                        |                        |
| 2005 | Bruno Gagliasso        | Thiago Rodrigues Henri Castelli                        |                        |                        |
| 2006 | Reynaldo Gianecchini   | Gabriel Wainer Thiago Rodrigues                        |                        |                        |
| 2007 | Bruno Gagliasso        | Di Ferrero Gustavo Leão Paulo Vilhena Max Fercondini   |                        |                        |
| 2008 | Di Ferrero             | Caio Castro Rafael Almeida Jonatas Faro Lucas Silveira |                        |                        |
| 2009 | Rodrigo Hilbert        | Caio Castro Di Ferrero Jayme Matarazzo Lucas Silveira  |                        |                        |
| 2010 | Caio Castro            | Duam Socci Fiuk Humberto Carrão Jayme Matarazzo        | [ 1 ]                  |                        |
| 2011 | Chay Suede             | Caio Castro Chris Leão Jonatas Faro Neymar             | [ 2 ]                  |                        |
| 2012 | Arthur Aguiar          | Caio Castro Fiuk Humberto Carrão                       | [ 3 ]                  |                        |
| 2013 | Caio Castro            | Bruno Gissoni Di Ferrero Micael Borges                 | [ 4 ]                  |                        |
| 2014 | Ian Somerhalder        | Chay Suede Guilherme Leicam Harry Styles               | [ 5 ]                  |                        |
| 2015 | Justin Bieber          | Biel Brooklyn Beckham Maurício Destri                  |                        |                        |

## Mais premiados
| Artista              | Prêmios |
| -------------------- | ------- |
| Bruno Gagliasso      | 3       |
| Reynaldo Gianecchini | 2       |
| Caio Castro          | 2       |

## Galeria de premiados

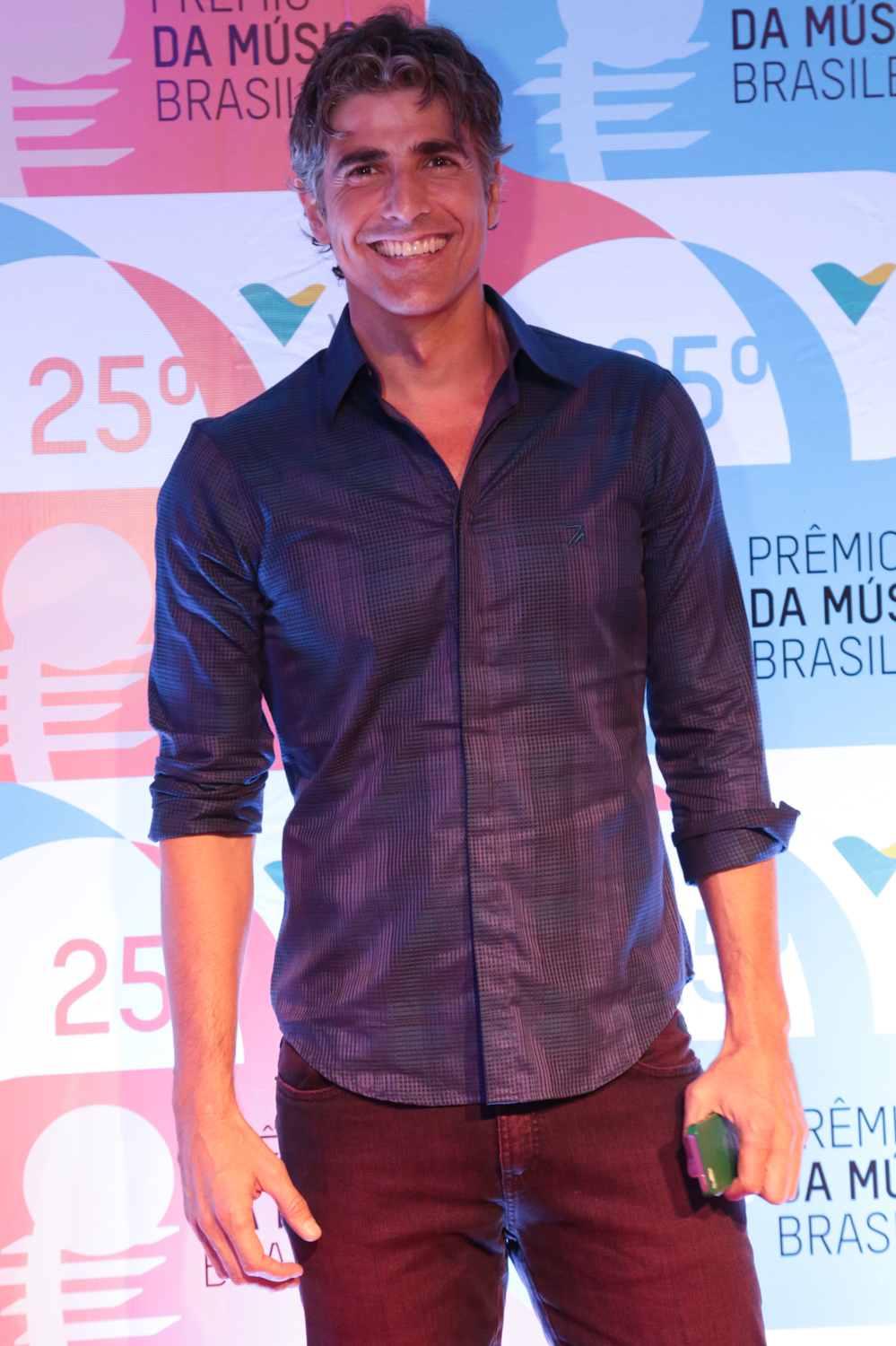
2001/2006: Reynaldo Gianecchini
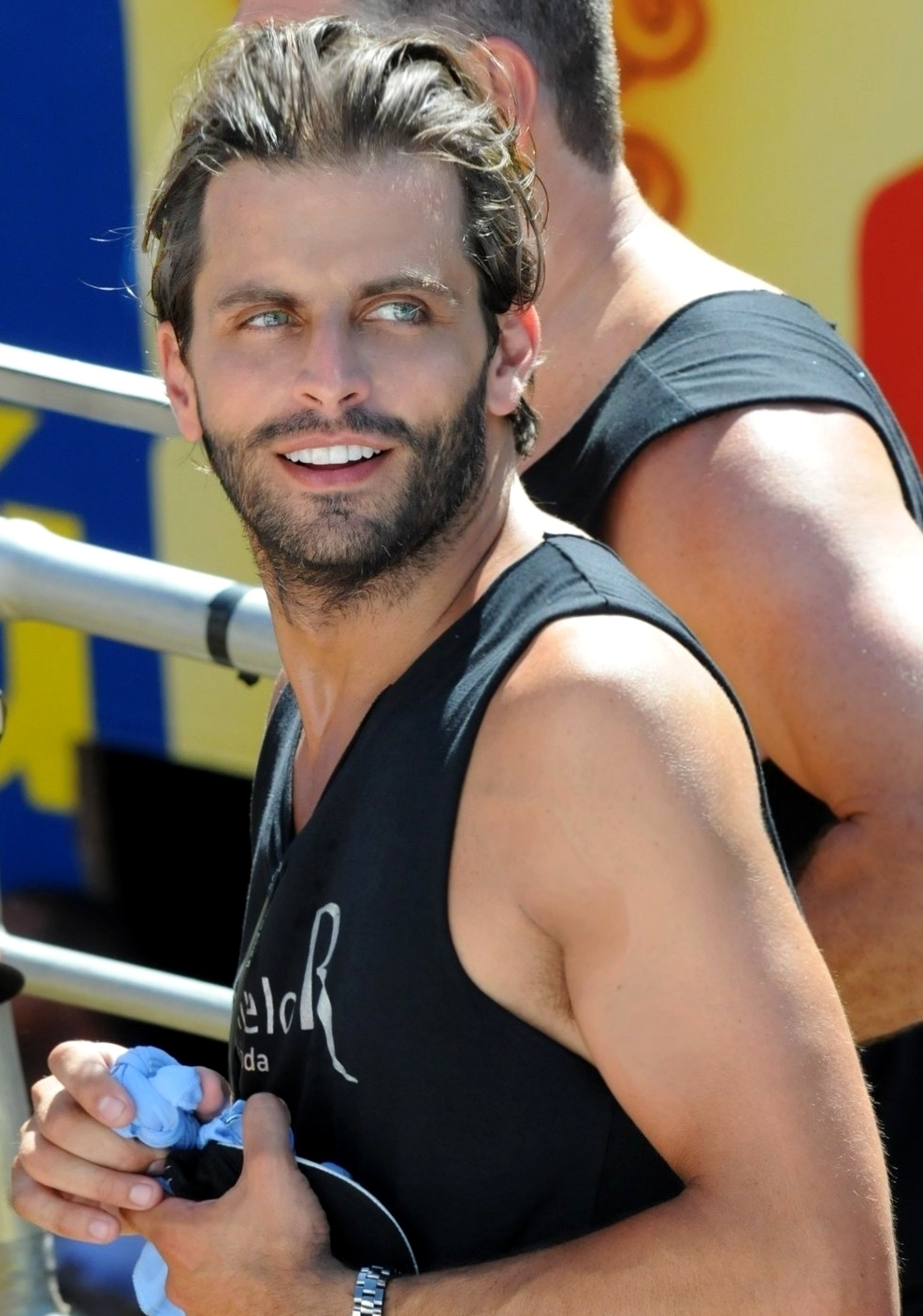
2002: Henri Castelli
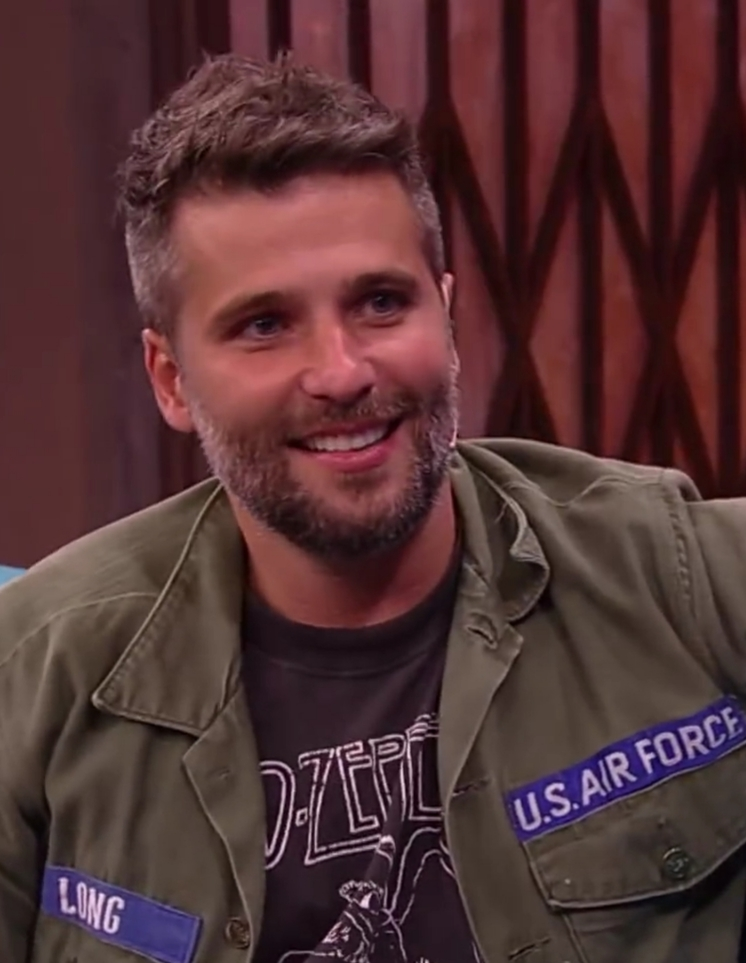
2004/2005/2007: Bruno Gagliasso
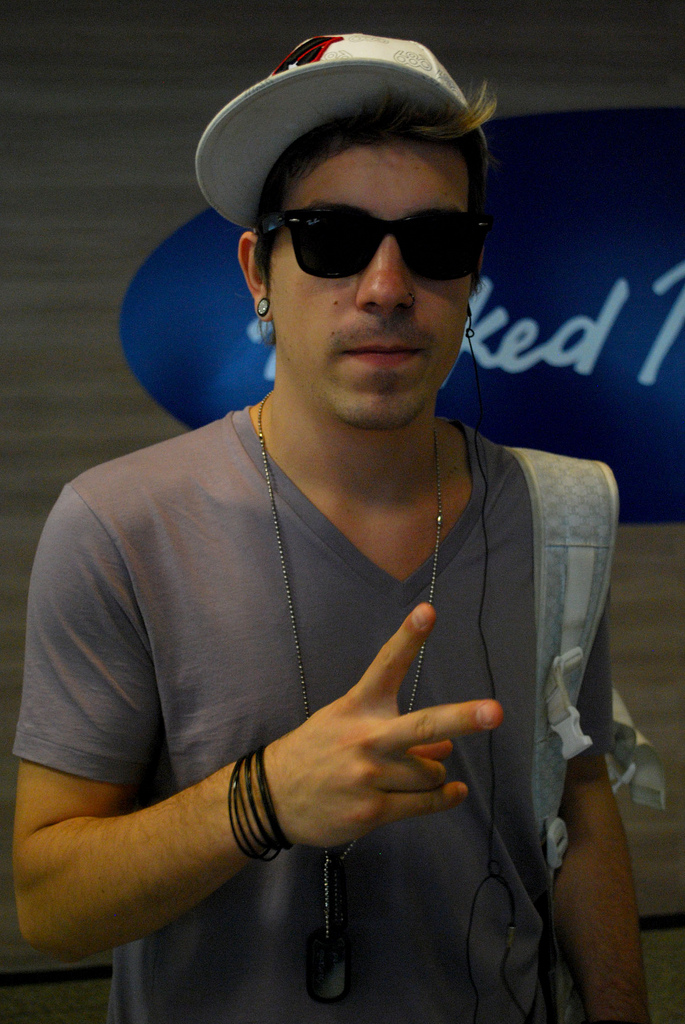
2008: Di Ferrero
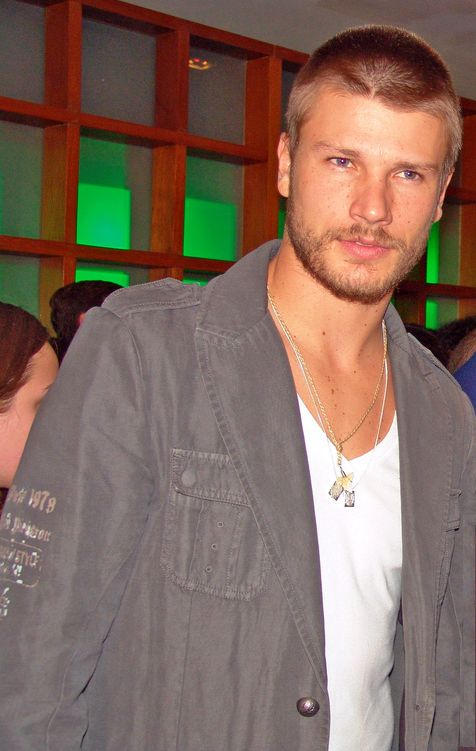
2009: Rodrigo Hilbert
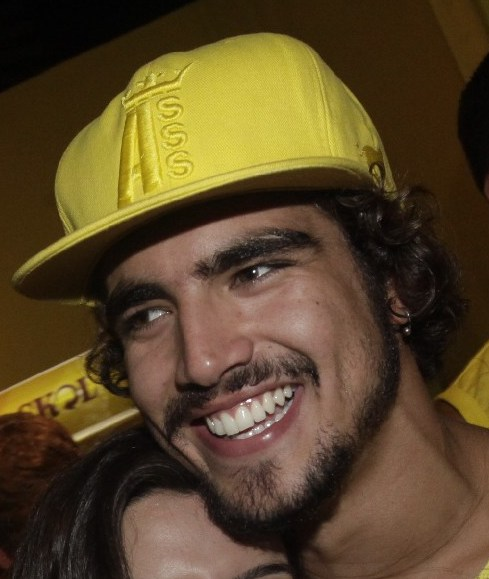
2010/2013: Caio Castro
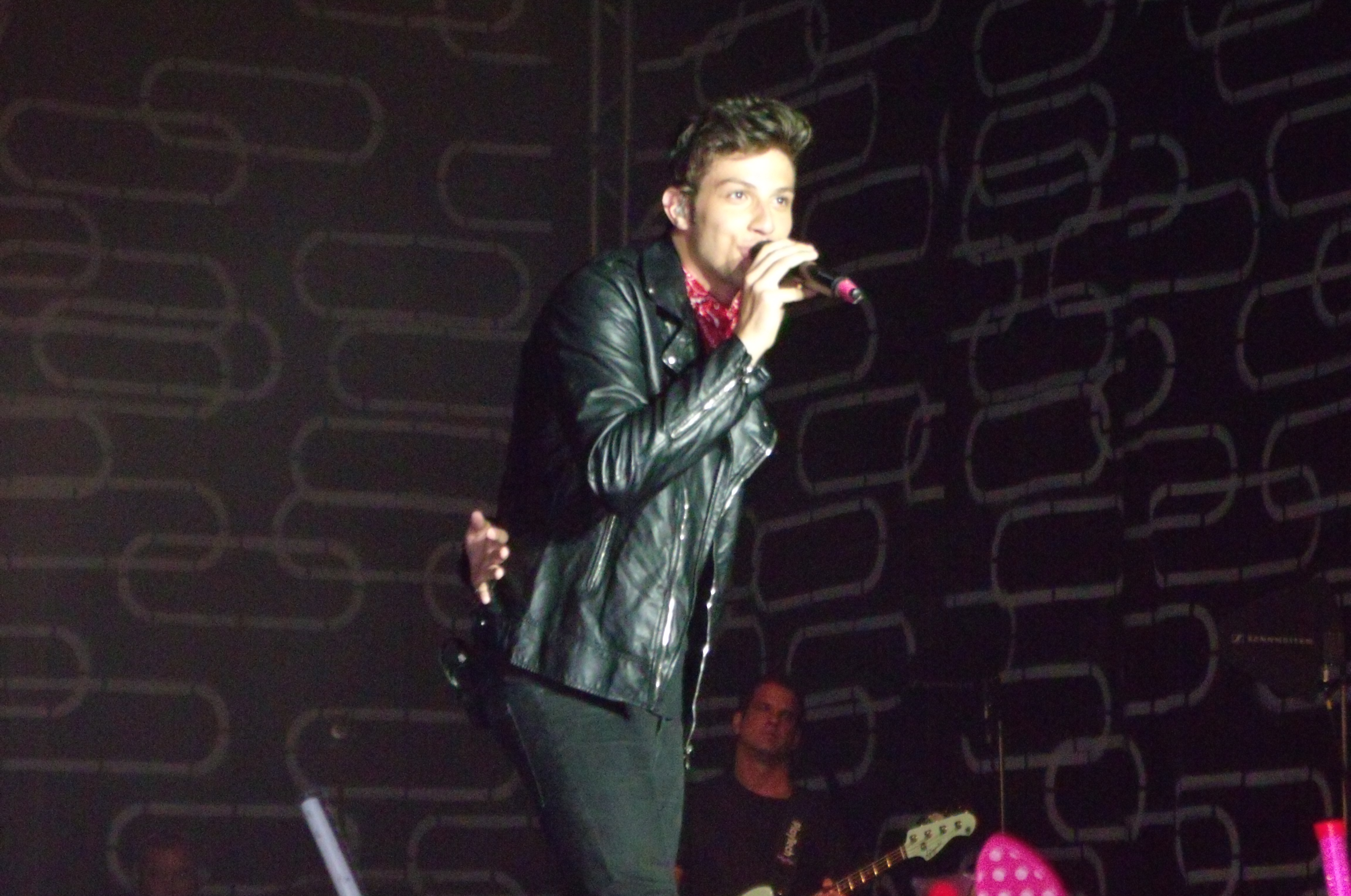
2011: Chay Suede
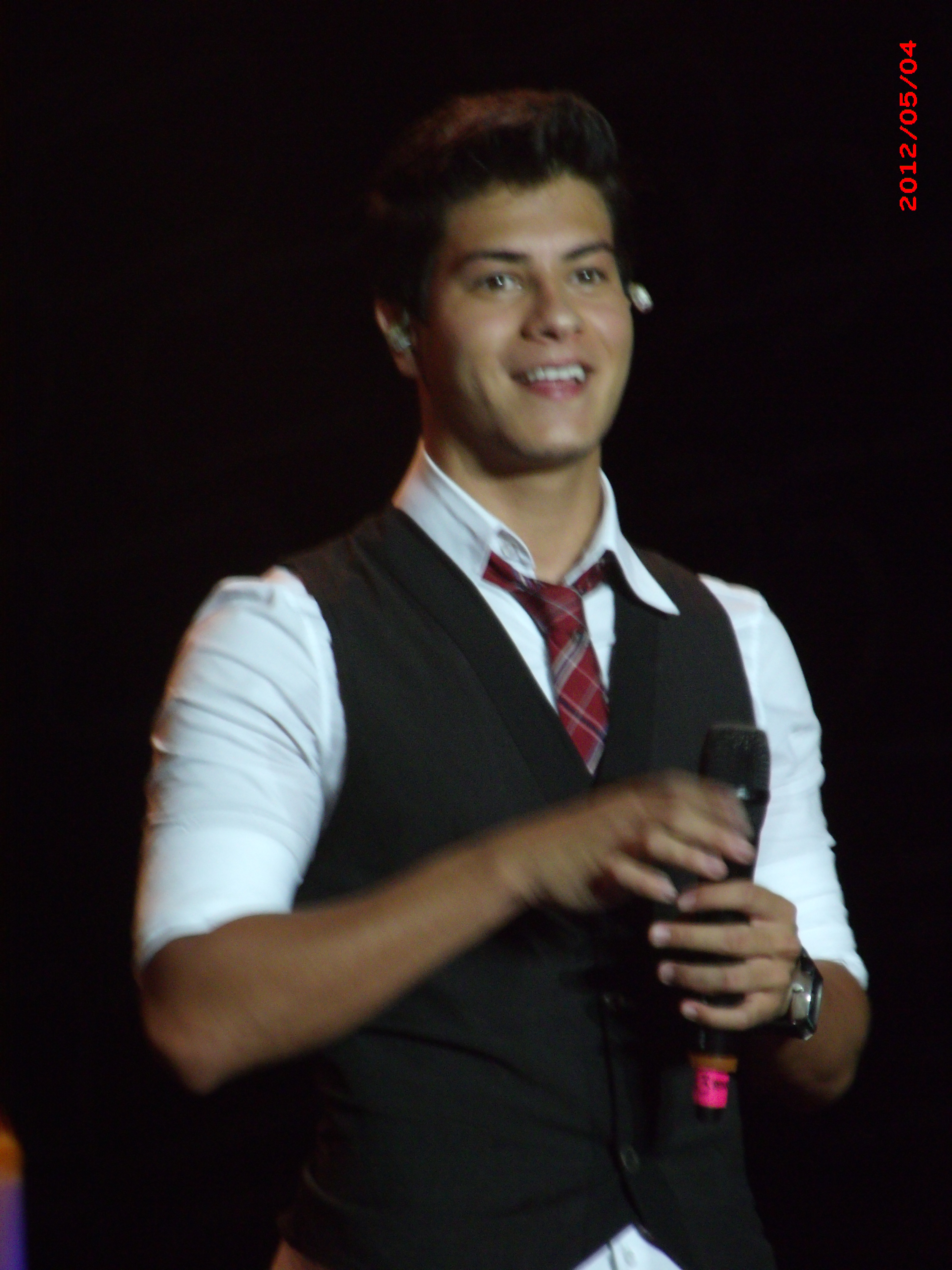
2012: Arthur Aguiar
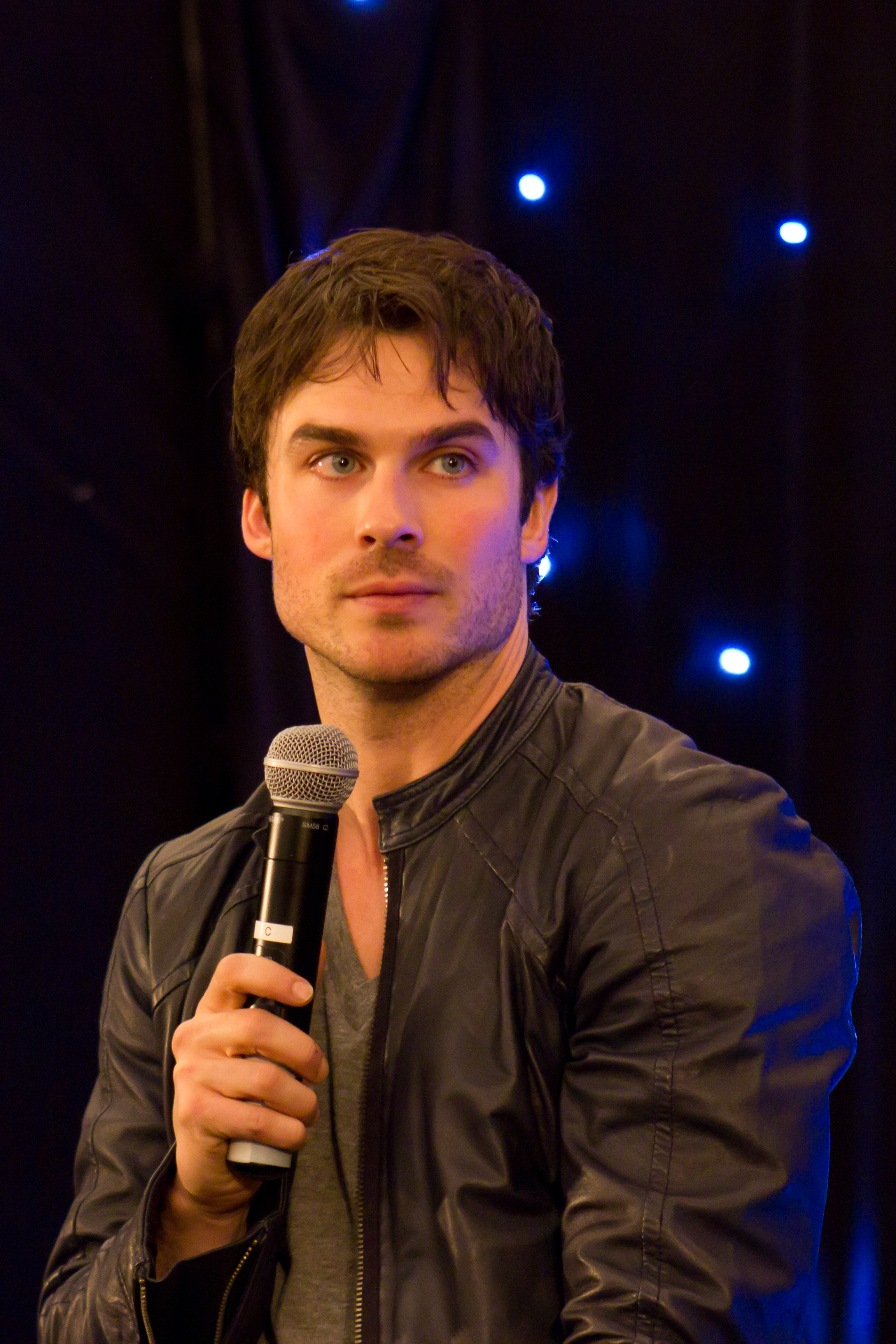
2014: Ian Somerhalder
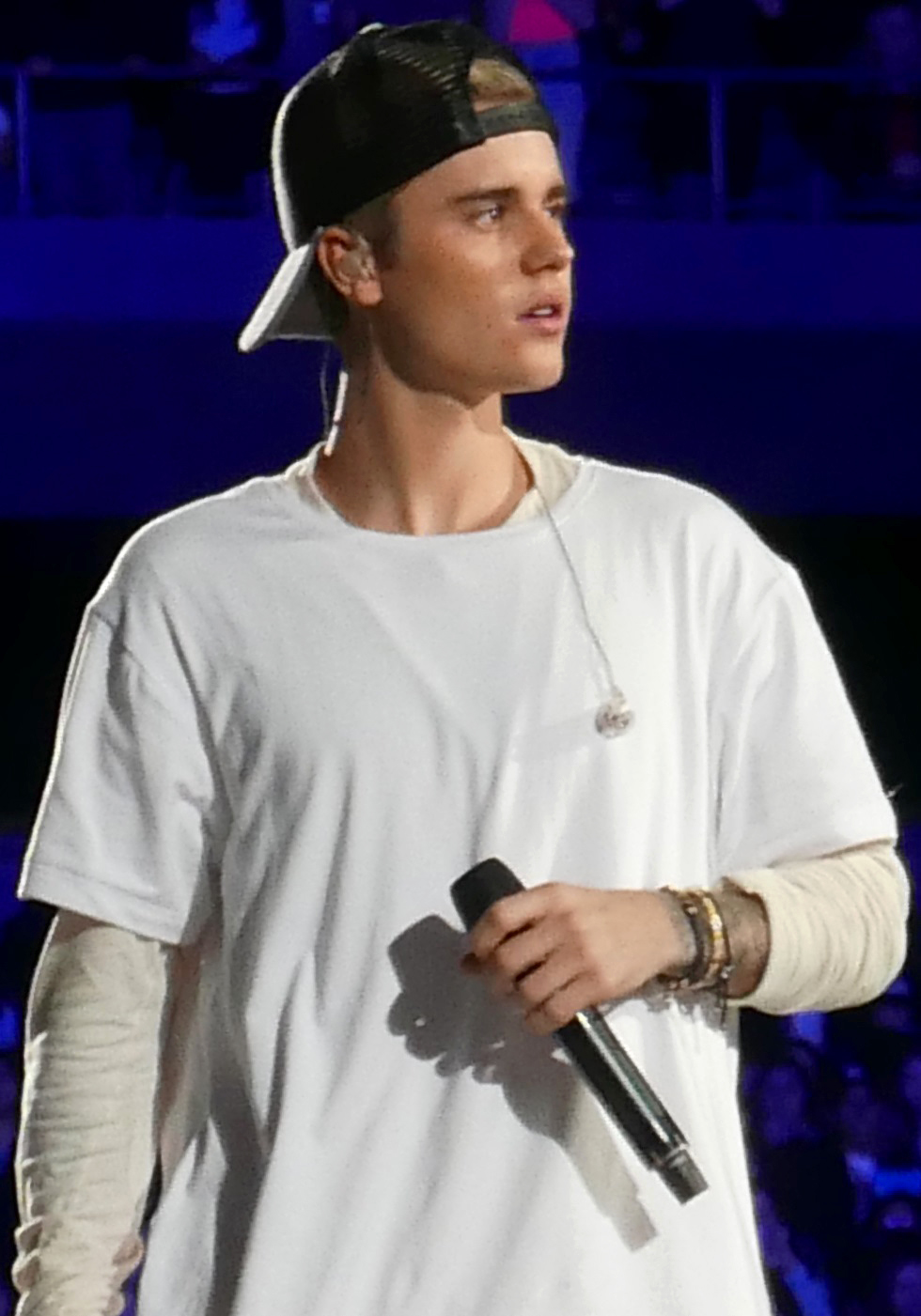
2015: Justin Bieber